# Эрмитаж (сад, Казань)
Сад «Эрмитаж» — парк в Вахитовском районе Казани. Прежние названия в разное время — Александровский сад, Износковский сад, сад Николаи (по фамилиям владельцев участка).

## Расположение
Расположен в историческом центре города, между Марусовским и Бутлеровским холмами и двумя оврагами, неподалёку от центральной городской площади Тукая.
С западной стороны ограничен улицей Щапова, остальные стороны окружены застройкой улиц Некрасова и Маяковского.
Парк имеет территорию около 4 га.

## История
До парка на данном месте находилась сгоревшая в 1848 году усадьба деспотичного дворянина Ворожцова, который засекал до смерти за малейшую провинность и закапывал в саду без отпевания своих крепостных и даже своего сына. В связи с этим у парка сложилась репутация «нехорошего места» и места обитания призраков.
В досоветское время парк был местом прогулок и увеселений. После революции и до Великой Отечественной войны парк фактически являлся центральным городским парком культуры и отдыха, которым позже стал ЦПКиО им. Горького. В парке действовали летний театр, эстрада, библиотека. В парке пел Шаляпин, давались цирковые представления, регулярно выступал оркестр Салиха Сайдашева и другие артисты и коллективы. На лестнице к парку от улицы Некрасова назначали свидания.
В годы войны парк пришёл в запустение, а после был восстановлен. В 1950-е годы в парке были построены просуществовавшие недолгое время летний кинотеатр и детская площадка. В 1961 году был разработан нереализованный проект капитальной реконструкции парка, хотя некоторое благоустройство и озеленение были проведены.
В парке стояли фигурка слонёнка и бюсты Ленина и Кирова на деревянных постаментах, которые обветшали и в постсоветское время были забраны в свои дворы жителями окружающих домов.
В постсоветское время скамейки и фонари были растащены на металлолом. Предпринимались и были частично осуществлены попытки частных застройщиков занять значительную часть территории парка под «точечную застройку» элитным жильём.
Парк был переблагоустроен к Тысячелетию города, в последующие годы и в ходе выполнения городской программы «100 скверов» в 2012 году.

## Современное состояние
В густоозеленённом парке имеется около 500 крупных и средних деревьев разнообразных видов (в том числе дореволюционной посадки в центре парка), почти все из которых уникально для города имеют погнутые стволы, что народная молва связывает с «нехорошей историей».
В парке имеются асфальтовые дорожки, скамейки, освещение, лестницы, кованая ограда. С 2013 года в парке действует Wi-Fi. Рядом на улице Некрасова действует кафе с одноимённым названием.
Парк является городской достопримечательностью с аномальной растительностью, «городской легендой» с появлениями призраков, студентов и других горожан, проходящих к расположенным неподалёку своим вузам и организациям.